# Vesca, Borovlje
Vesca (nemško Unterglainach) je naselje v Občini Borovlje v Okraju Celovec-dežela na Koroškem v Avstriji.